# Шола Шортайр
Шола Максвелл Шортайр (англ. Shola Maxwell Shoretire, нар. 2 лютого 2004, Ньюкасл-апон-Тайн, Англія) — англійський футболіст, нападник клубу ПАОК.

## Ігрова кар'єра

### Клубна
Шола Шортайр починав займатися футболом у футбольній академії «Манчестер Сіті». У десять років хлопець перейшов до школи іншого клубу з Манчестера — «Манчестер Юнайтед». У грудні 2018 року Шортайр став наймолодшим гравцем в історії Юнацької ліги УЄФА, коли у матчі проти іспанської «Валенсії» вийшов на поле у віці 14 років 10 місяців і 10 днів. У лютому 2021 року футболіст підписав з клубом свій перший професійний контракт.
Починаючи з другої половини сезону 2020/21 Шортайр почав потрапляти в заявку основної команди. Його дебют на дорослому рівні відбувся 21 лютого 2021 року, коли нападник вийшов на заміну у матчі Прем'єр-ліги проти «Ньюкасл Юнайтед». Коли за чотири дні він вийшов на поле у матчі Ліги Європи проти «Реал Сосьєдад», то став наймолодшим гравцем МЮ у єврокубках. На той момент йому виповнилось 17 років і 23 дні.
У січні 2023 року Шортайр відправився в оренду до кінця сезону у клуб «Болтон Вондерерз».

### Збірна
Шола Шортайр з 2019 року виступає за юнацькі збірні Англії різних вікових категорій.

## Особисте життя
Шола Шортайр народився у Великій Британії і має нігерійське коріння.